# Lan kiều diễm Việt Nam
Lan kiều diễm Việt Nam (danh pháp: Pleione vietnamensis) là một loài thực vật có hoa trong họ Lan. Loài này được Aver. & P.J.Cribb mô tả khoa học đầu tiên vào năm 1999.